# Your Love
"Your Love" är en låt av den trinidadiska rapparen Nicki Minaj från debutalbumet Pink Friday. Den läckta demoversionen av låten släpptes på blandbandet Barbie World i januari 2010. Den nya versionen släpptes som den andra singeln från Pink Friday den 1 juni 2010. "Your Love" samplar musiken från "No More I Love You's" av Annie Lennox med extra bas och trummor.
Kritiker berömde låten för Minajs sång och användandet av "No More I Love You's". "Your Love" nådde nummer fjorton på Billboard Hot 100, nummer fyra på Hot R&B/Hip-Hop Songs och nummer ett på Rap Songs. Minaj blev den första kvinnliga soloartisten som toppat Rap Songs sedan 2002.

## Bakgrund och komposition
Demoversionen av "Your Love" släpptes på det inofficiella blandbandet Barbie World i januari 2010. Minaj sa under en intervju med Hot 93.7 att hon var väldigt upprörd över att låten hade läckt ut. Under inspelningen av musikvideon sa Minaj att låten var stulen och hon förklarade: "Jag planerade inte att släppa låten alls. Men sen hörde jag den en dag [och] någon sa att den var online. Och jag sa, Nej, nej, inte en chans i världen att den låten är ute.' Jag lyssnade på den och jag var väldigt upprörd. Den var inte mixad, den var inte klar, den var inte något — jag tänkte inte använda den alls. Men sen började radion spela den." I maj 2010 lade tidningen Rap-Up upp omslaget för singeln på deras hemsida. Omslaget ändrades sedan till en tecknad version av Minaj som fanet Asia Horton hade gjort och lagt upp på Twitter.
"Your Love" är en midtempo låt som lånar instrumentalen ur "No More I Love You's" av Annie Lennox, men med ytterligare bas, trummor och en hiphopbasgång. Låten är en rapballad som Minaj både sjunger och rappar i. Billboard hyllade låtens enkla takt och sa: "Minaj komplimenterar sin man i låten med fingerknäpp och xylofonkling."  Minaj nämner Bruce Willis i Die Hard, Adam och Eva och Stålmannen i texten.

## Mottagande
Robbie Daw från Idolator recenserade demoversionen och skrev, "Undrar om hon klottrade denna blommiga prosa i sin notbok på high school? Men seriöst, förväntar vi verkligen oss att hon fortsätter vara så här blygsam?" Senare recenserade han också nya versionen: "Den visar inte bara Nickis rappande, utan hennes sång också. Plus, vem kan motstå samplingen av Annie Lennox?"

## Listframgångar
"Your Love" debuterade som nummer femtioett på Billboard Hot 100. Åtta veckor senare nådde den nummer fjorton, vilket blev dess högsta placering på listan. I juni debuterade låten som nummer tjugotre på Hot R&B/Hip-Hop Songs och nådde nummer fyra i slutet på augusti. Låten gick in som nummer sju på Rap Songs och nådde första platsen på listan tre veckor senare. Detta gjorde Minaj till den första kvinnliga artisten som har toppat listan sedan Lil' Kim och 50 Cent toppade den med "Magic Stick" i juni 2003. Minaj blev också den första kvinnliga artisten som gjort detta med en sololåt sedan 2002, när Missy Elliott toppade listan med "Work It". "Your Love" nådde också nummer fyrtiotre i Kanada och nummer sjuttioett i Storbritannien.

## Musikvideo

### Bakgrund och koncept
Musikvideon för "Your Love" regisserades av Lil X under en helg i Los Angeles. Minaj frågade sina fans på Twitter vem de ville skulle spela mot henne i videon. Minaj var intervjuad av MTV News under inspelningen av musikvideon. Hon var klädd som en geisha och bar en rosa och lila kimono. I intervjun sa hon: "Vi ville ha geishateman, samuraiteman, sådana saker. Jag ville berätta en kärlekshistoria. Det är bara att typ gilla en kille, när han inte är för dig — den förbjudna frukten — och jag och den här andra tjejen råkar tycka om honom och vi utbryter i krig." Videon hade premiär den 21 juli 2010 på MTV.com. Skådespelaren Michael Jai White spelar Minajs förälskelse i videon.

### Synopsis och mottagande
Videon börjar med att Minaj sjunger med blåsande röda och blåa tyger i bakgrunden medan en lärare (Michael Jai White) undervisar en stridskonstsgrupp. Minaj och läraren börjar falla för varandra och en annan elev ser detta och blir svartsjuk. Minaj syns sedan med en blond peruk framför en grön ridå. Efter att Minaj och läraren stått på en bro, konfronterar den andra eleven Minaj och de utbryter i en duell. Enligt MTV News är scenen än liknelse till Uma Thurman och Lucy Liu i filmen Kill Bill. Minaj förlorar duellen och börjar blöda ett rött tygstycke.
Robbie Daw från Idolator uppskattade tvisten i handlingen och sa, "Faktumet att hon dör och gör det på ett sådant vackert sätt här gör typ så att vi älskar henne ännu mer." Daw tyckte också att Minajs kläder hade inspirerats av det Lennox bar i videon till "No More I Love You's". Nicole Sia från MTV Buzzworthy tyckte videons duellscen var lik filmen Crouching Tiger, Hidden Dragon.

## Topplistor
| Topplista (2010)                    | Högsta position |
| ----------------------------------- | --------------- |
| Australien (Urban)                  | 32              |
| Belgien (Ultratip Vallonien)        | 36              |
| Kanada                              | 43              |
| Storbritannien (R&B)                | 22              |
| Storbritannien                      | 71              |
| USA Billboard Hot 100               | 14              |
| USA Billboard Hot R&B/Hip-Hop Songs | 4               |
| USA Billboard Pop Songs             | 24              |
| USA Billboard Rap Songs             | 1               |

## Utgivningshistorik
| Land           | Datum       | Format              |
| -------------- | ----------- | ------------------- |
| USA            | 18 maj 2010 | Radio               |
| USA            | 1 juni 2010 | Digital nedladdning |
| Storbritannien | 7 juni 2010 | Digital nedladdning |